# Rohirrim
Rohirrim er et fiktivt folk der bor i Rohan, der er en del af fantasy universet fra Ringenes Herre, skrevet af J.R.R. Tolkien.
Folket er kendt for at være bønder og meget gode på hest.